# Renault City K-ZE
De Renault City K-ZE is een elektrisch aangedreven A-segment auto en is een Chinese versie van de Dacia Spring. De topsnelheid is 105 km/h, 20 km/h minder dan de Europese versie. Hetzelfde model wordt gebruikt in de Renault Kwid en de Dacia Spring. De Renault City K-ZE is alleen beschikbaar in China.